# Iron Man 2
Iron Man 2 je americký akční film z roku 2010, který natočil režisér Jon Favreau podle komiksů o Iron Manovi. V hlavní roli Tonyho Starka, miliardáře, který svůj obrněný oblek využívá pro mírové účely a je tak slavnou celebritou, se opět představil Robert Downey Jr., jenž si zahrál i v předchozím snímku Iron Man (2008) a navazujícím filmu Iron Man 3 (2013). Jedná se o třetí celovečerní snímek z filmové série Marvel Cinematic Universe.

## Příběh
Ruská média informují o odhalení Tonyho Starka, že on sám je Iron Manem. Anton Vanko zrovna umírá a jeho syn Ivan, který zprávy sleduje, začne stavět miniaturní obloukový reaktor podobným tomu Starkovu. O šest měsíců později je Stark obletovanou celebritou, využívá svůj oblek Iron Mana k mírumilovným účelům a odolává tlaku americké vlády, aby prodal jeho konstrukční schémata. Obnoví veletrh Stark Expo ve Flushing Meadows a chce pokračovat v odkazu svého otce Howarda.
Palladiové jádro obloukového reaktoru, které udržuje Starka naživu a také pohání jeho oblek, ho však také tráví a Tony nedokáže za něj nalézt náhradu. Kvůli své očekávané smrti je deprimovaný a zároveň lehkomyslný, nicméně rozhodne se neříct o svém zdravotním stavu nikomu. Svoji stávající osobní asistentku Pepper Pottsovou jmenuje ředitelkou Stark Industries a najme zaměstnankyni Natalii Rushmanovou jako svoji novou asistentku. Společně odletí do Monaka, kde se Stark zúčastní historické Grand Prix, při jejímž závodu je ale napaden Ivanem Vankem, který drží v rukou elektrické biče. Tony si nasadí oblek Iron Mana a ruského vědce porazí, nicméně jeho výstroj utrpí vážné škody. Vanko prozradí, že jeho záměrem bylo dokázat světu, že ani Iron Man není neporazitelný. Tento útok udělá dojem na Justina Hammera, Starkova rivala v podnikání, jenž nafinguje Vankovu smrt, zatímco ho ve skutečnosti dostane z vězení. Poté ho požádá o pomoc při výrobě mnoha obrněných obleků, kterými chce zastínit Tonyho. Ten se mezitím během svého narozeninového večírku doma v Kalifornii (o kterém si myslí, že je jeho poslední) v Iron Manově obleku opije. Znechucený Starkův kamarád, podplukovník Rhodes, si proto oblékne jednu z předchozích verzí a pokusí se svého přítele zkrotit. Jejich boj se ale dostane do mrtvého bodu, proto Rhodes svůj oblek zabaví, odletí s ním a přenechá ho americkému letectvu.
Nick Fury, ředitel agentury S.H.I.E.L.D., osloví Starka, odhalí mu, že Rushmanová je ve skutečnosti agentka Nataša Romanovová a že Howard Stark, kterého znal osobně, byl zakladatelem S.H.I.E.L.D.u. Také vysvětlí, že Vankův otec pracoval s Howardem na vynálezu obloukového reaktoru, ale poté, co ho Anton zkusil prodat, nechal jej Stark deportovat a Sověti ho uvěznili v gulagu. Fury rovněž předá Tonymu některé staré věci, které po sobě jeho otec zanechal. Ten při jejich zkoumání zjistí, že diorama výstavy Stark Expo z roku 1974 skrývá v sobě strukturu nového chemického prvku, jenž s pomocí svého počítače J.A.R.V.I.S.e ho dokáže vyrobit. Když se dozví, že Vanko je stále živý, vloží nový prvek do svého obloukového reaktoru v hrudníku a tím ukončí svoji závislost na palladiu.
Na Expu mezitím Hammer představí Vankovy ozbrojené drony, které vede Rhodes ve Starkově obleku, jejž těžce vyzbrojil právě Hammer. Tony dorazí ve své vylepšené výstroji a varuje Rhodese, nicméně Vanko dálkově převezme ovládání nad drony i Rhodesovým oblekem a na Iron Mana zaútočí. Hammer je zatčen a Romanovová společně se Starkovým bodyguardem Happy Hoganem zamíří pro ruského vědce do Hammerovy továrny. Vanko uteče, ale agentka dokáže vrátit ovládání Rhodesova obleku jeho uživateli. V následném boji Stark se svým kamarádem Vanka i jeho drony porazí a Rus spáchá sebevraždu odpálením své výstroje.
Zatímco v televizi běží zprávy o řádění Hulka, ředitel Fury informuje Tonyho, že kvůli jeho složité osobnosti se S.H.I.E.L.D. rozhodl využít jej pouze jako konzultanta. Stark a Rhodes poté dostanou za své hrdinství od senátora medaili.
Agent Phil Coulson, jenž Starkovi také pomáhal, dorazí do Nového Mexika, odkud ohlásí nalezení velkého kladiva na dně kráteru.

## Obsazení
- Robert Downey Jr. (český dabing: Radovan Vaculík) jako Tony Stark / Iron Man
- Gwyneth Paltrowová (český dabing: Simona Vrbická) jako Virginia „Pepper“ Pottsová
- Don Cheadle (český dabing: Bohdan Tůma) jako podplukovník James „Rhodey“ Rhodes
- Scarlett Johanssonová (český dabing: Jitka Moučková) jako Natalie Rushmanová / agentka Nataša Romanovová / Black Widow (v originále Natasha Romanoff)
- Sam Rockwell (český dabing: Michal Dlouhý) jako Justin Hammer
- Clark Gregg (český dabing: Zdeněk Mahdal) jako agent Phil Coulson
- John Slattery (český dabing: Zdeněk Hruška) jako Howard Stark
- Mickey Rourke (český dabing: Lukáš Hlavica) jako Ivan Vanko
- Samuel L. Jackson (český dabing: Pavel Rímský) jako ředitel Nick Fury

V dalších rolích se představili také Paul Bettany (hlas J.A.R.V.I.S.e), Jon Favreau (Happy Hogan), Leslie Bibbová (Christine Everhartová) a Garry Shandling (senátor Stern). V cameo rolích se ve filmu objevili i Stan Lee, Elon Musk a Larry Ellison (zahráli si sami sebe).

## Produkce
Krátce po úspěšném uvedení do kin filmu Iron Man v květnu 2008 oznámila společnost Marvel Studios práci na přípravě sequelu, který by měl na plátna zamířit o dva roky později. V červenci téhož roku získal post režiséra opět Jon Favreau, zatímco novým scenáristou se stal Justin Theroux. Do role Tonyho Starka byl opětovně obsazen Robert Downey Jr., ale postava Jamese Rhodese byla v říjnu 2008 přeobsazena – místo Terrence Howarda jej nově ztvárnil Don Cheadle. Na začátku roku 2009 byli oznámeni další herci, včetně Samuela L. Jacksona, který podepsal smlouvu na devět filmů.
Natáčení filmu s rozpočtem 200 milionů dolarů probíhalo od dubna do července 2009. Závěrečnou potitulkovou scénu režíroval Kenneth Branagh.

## Vydání
Světová premiéra filmu Iron Man 2 proběhla 26. dubna 2010 v Los Angeles. Do kin byl uváděn od 28. dubna téhož roku, přičemž v ČR se v kinodistribuci objevil 29. dubna a v USA 7. května 2010.

## Přijetí

### Tržby
V Severní Americe utržil snímek 312 433 331 dolarů, v ostatních zemích dalších 311 500 000 dolarů. Celosvětové tržby tak dosáhly 623 933 331 dolarů, čímž o téměř 40 milionů dolarů překonal první díl.

### Filmová kritika
Server Kinobox.cz na základě vyhodnocení 26 recenzí z českých internetových stránek ohodnotil film Iron Man 2 63 %. Server Rotten Tomatoes udělil snímku známku 6,5/10 a to na základě 277 recenzí (z toho 201 jich bylo spokojených, tj. 72 %). Od serveru Metacritic získal film, podle 40 recenzí, celkem 57 ze 100 bodů.

### Ocenění
Film Iron Man 2 byl nominován na Oscara v kategorii Nejlepších vizuální efekty a na čtyři žánrové ceny Saturn (včetně kategorie Nejlepší sci-fi film).

### Navazující filmy
Díky komerčnímu úspěchu snímku byl v roce 2013 uveden do kin filmový sequel Iron Man 3, který je rovněž součástí série Marvel Cinematic Universe (MCU). Titulní roli si v něm zopakoval Robert Downey Jr., který se jako Tony Stark / Iron Man objevil i v některých dalších celovečerních filmech MCU.